# Carlanstown
Carlanstown (irisch Droichead Chearbhalláin, „Cearbhalláns Brücke“) ist ein Dorf im County Meath in der Provinz Leinster in Irland. Zur Volkszählung 2022 hatte es 719 Einwohner.

## Geografie
Carlanstown liegt etwa vier Kilometer nordöstlich von Kells am Moynalty River (An Abhainn Rua). Die N52 von Kells nach Ardee führt durch den Ort. Die Brücke der N52 über den Moynalty wurde um 1800 errichtet. 

## Persönlichkeiten
- Robert Nugent, 1. Earl Nugent (1709–1788), Lord of Trade des Privy Councils (1767–1768)
- James Tully (1915–1992), Politiker
- Jack Fitzsimons (1930–2014), Architekt und Politiker
- Martin O’Connell (* 1963), Gaelic Footballer